# Rusanowo (stacja kolejowa)
Rusanowo (ros. Русаново) – stacja kolejowa w miejscowości Rusanowo, w rejonie zapadnodwińskim, w obwodzie twerskim, w Rosji. Położona jest na linii Moskwa - Siebież.